# Procambium

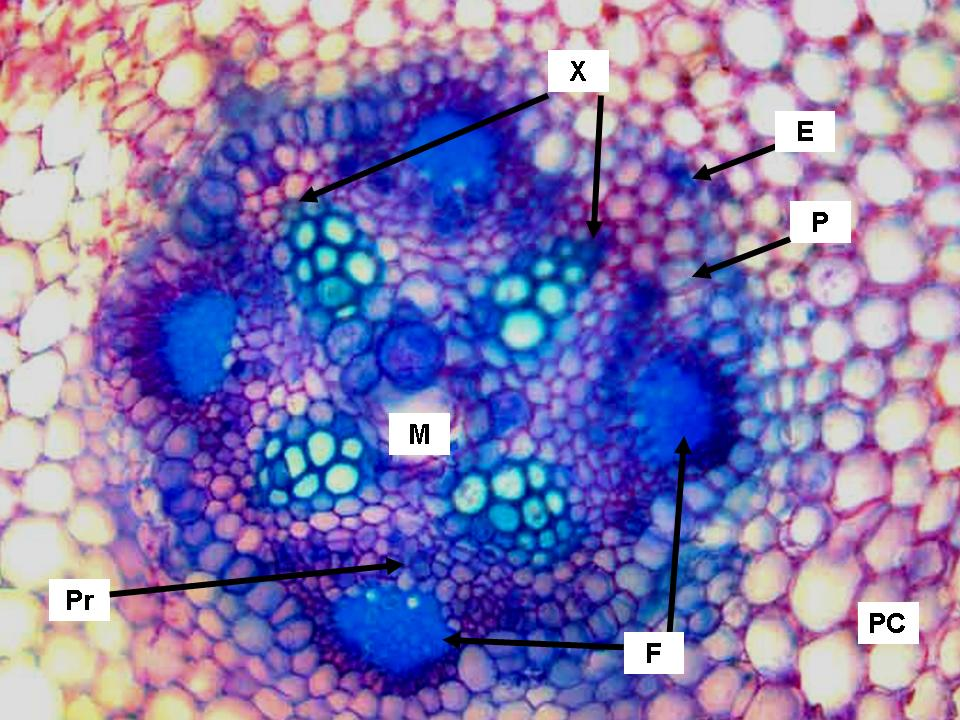
Coupe transversale du cylindre vasculaire d'un haricot (Phaseolus). PC, Parenchyme cortical ou cortex; E, Endoderme; P, Péricycle; X, Xylème; F, Phloème; Pr, Procambium; M, Médulla.

Le procambium correspond aux premiers tissus méristématiques mettant en place les tissus vascularisés des plantes, c'est-à-dire :
- le xylème (conduction de sève brute qui monte jusqu'aux feuilles)

et
- le phloème (conduction de sève élaborée dans toute la plante).

Par la suite, quand la plante sera plus mûre, le procambium se différenciera en cambium.
Il est à noter ici que toutes les plantes ne fabriquent pas du cambium. Chez les monocotylédones par exemple, le procambium sera complètement différencié en xylème primaire et phloème primaire. C'est un des caractères qui les différencient des dicotylédones.